# Schaufel (Weißenbrunn)
Schaufel ist ein Gemeindeteil der Gemeinde Weißenbrunn im Landkreis Kronach (Oberfranken, Bayern).

## Geografie
Die Einöde liegt am Fuße einer bewaldeten Anhöhe. Dort befindet sich der Lucas-Cranach-Turm (494 m ü. NHN, 0,6 km nördlich). Ein Anliegerweg führt 0,4 km südöstlich zur Bundesstraße 85 zwischen Thonberg im Westen und Weißenbrunn im Osten.

## Geschichte
Gegen Ende des 18. Jahrhunderts gab es in Schaufel ein Anwesen. Das Hochgericht übte das Rittergut Küps aus. Es hatte ggf. an das bambergische Centamt Kronach auszuliefern. Die Grundherrschaft über die Fronsölde hatte das Rittergut Küps.
Mit dem Gemeindeedikt wurde Schaufel dem 1808 gebildeten Steuerdistrikt Küps und der 1818 gebildeten Ruralgemeinde Reuth zugewiesen. Am 1. April 1971 wurde Schaufel im Zuge der Gebietsreform in Bayern in Weißenbrunn eingegliedert.

### Einwohnerentwicklung
| Jahr      | 001818 | 001861 | 001871 | 001885 | 001900 | 001925 | 001950 | 001961 | 001970 | 001987 |
| Einwohner | 5      | 5      | 4      | 3      | 4      | 5      | 4      | 6      | 7      | 6      |
| Häuser    | 1      |        |        | 1      | 1      | 1      | 1      | 1      |        | 1      |
| Quelle    | [ 5 ]  | [ 7 ]  | [ 8 ]  | [ 9 ]  | [ 10 ] | [ 11 ] | [ 12 ] | [ 13 ] | [ 14 ] | [ 1 ]  |

## Religion
Der Ort ist evangelisch-lutherisch geprägt und nach Weißenbrunn gepfarrt.